# Szabadság tér (Harkiv)
A harkivi Szabadság tér (ukránul: Площа Свободи, magyar átírásban: Ploscsa Szvobodi; [ˈploɕːə svɐˈboːdɪ] oroszul: Площадь Свободы, Ploscsagy Szvobodi [ˈploɕːətʲ svɐˈbɔdɨ]) Európa harmadik, a Föld ötödik legnagyobb városi tere.
Eredetileg (1927–1995) Dzerzsinszkij térnek hívták Feliksz Edmundovics Dzerzsinszkij, a bolsevik titkosrendőrség (a Cseka, később KGB) alapítója után. A teret 1991-ben nevezték át, mikor a város Ukrajnához került.
A téren állt monumentális Lenin-szobrot 1964-ben állították fel, és tüntetők 2014. szeptember 28-án ledöntötték. 2016 augusztusában térköveket raktak le az egykori Lenin-szobor helyére. 2020. augusztus 23-án új szökőkutat avattak fel az egykori szobor helyén.
A tér fő részét nyugatról az egykori Lenin-szobor helyén épült szökőkút, keletről a Szumszkaja utca, északról a Hotel Harkiv és keletről a Sevcsenko-park határolja. A tér megközelítőleg 350 méter hosszú és 96–125 méter széles, területe kb. 11,9 hektár (~119000 m²).
A Queen + Paul Rodgers lépett föl a téren 2008. szeptember 12-én a Rock the Cosmos Tour első előadásaként. Kb. 350 000 ember gyűlt össze. A koncertről DVD-felvétel készült, s a fellépést Ukrajna eddigi legnagyobb zenei eseményeként tartják számon.
Az ukrajnai elleni 2022-es orosz invázió során március 1-jén orosz rakétatámadás érte a teret.

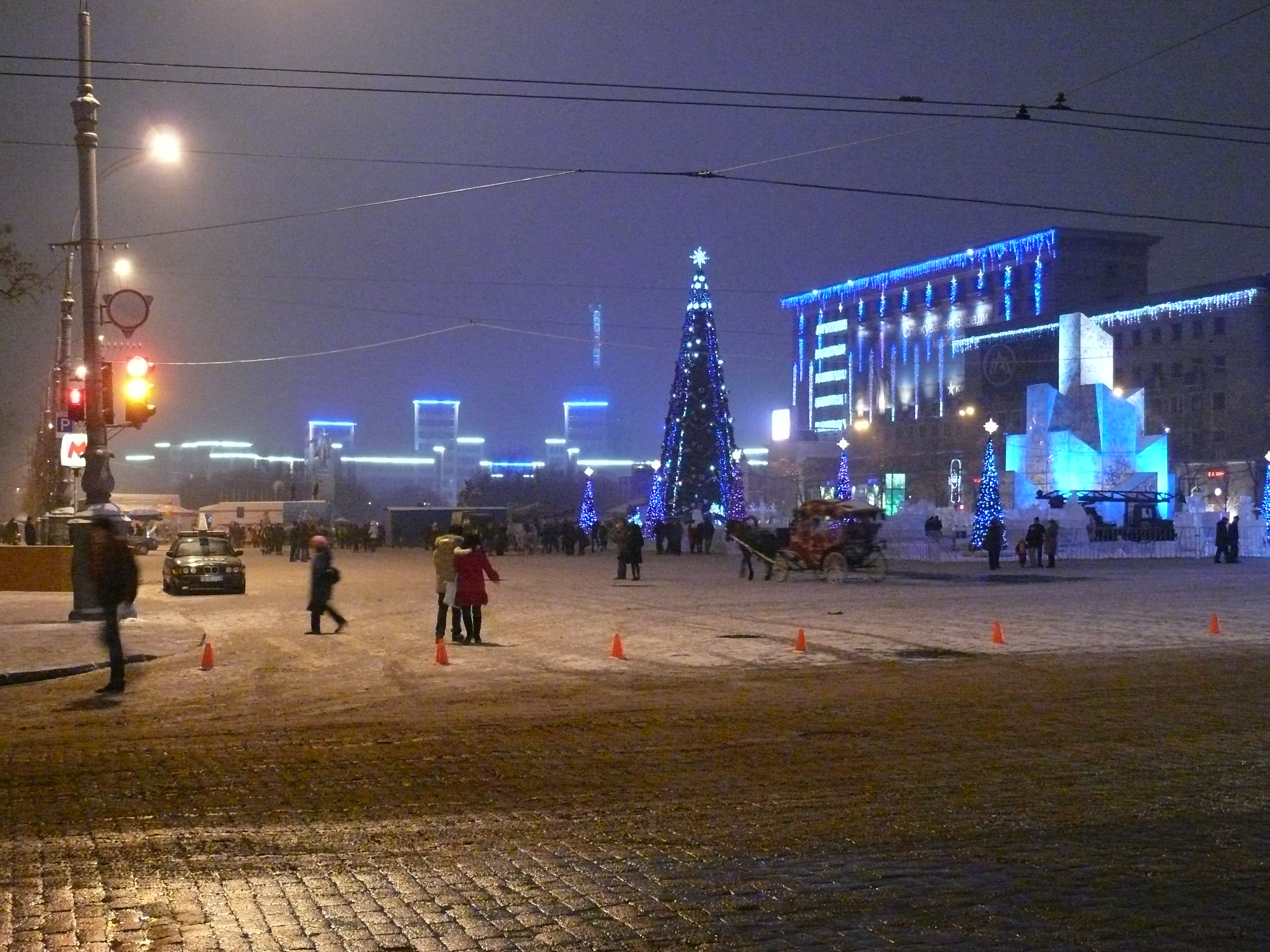
Újév